# Orthosia biconifer
Orthosia biconifer là một loài bướm đêm trong họ Noctuidae.